# فابيان بوش
فابيان بوش (بالألمانية: Fabian Busch)‏ هو ممثل ألماني، ولد في 1 أكتوبر 1975 ببرلين في ألمانيا.

## أعمال

### أفلام
- (2004) السقوط
- (2008) القارئ[4][5]
- (2015) انظر من عاد

## وصلات خارجية
- فابيان بوش على موقع IMDb (الإنجليزية)
- فابيان بوش على موقع مونزينجر (الألمانية)
- فابيان بوش على موقع ألو سيني (الفرنسية)
- فابيان بوش على موقع أول موفي (الإنجليزية)
- فابيان بوش على موقع قاعدة بيانات الأفلام السويدية (السويدية)
- فابيان بوش على موقع ديسكوغز (الإنجليزية)
- فابيان بوش على موقع قاعدة بيانات الفيلم (الإنجليزية)
- فابيان بوش على موقع كينوبويسك (الروسية)